# Igreja Presbiteriana de São Carlos
A Igreja Presbiteriana de São Carlos é uma igreja do Presbitério São Carlos, concílio da Igreja Presbiteriana do Brasil. Foi organizada em 1875, pelo pastor português João Fernandes da Gama, de Madeira, no sítio do Monjolinho. O templo urbano foi erigido em 1893, num dos pontos mais elevados da cidade de São Carlos. Consta da lista de bens de interesse histórico publicada em 2021 pela Fundação Pró-Memória de São Carlos (FPMSC).

## Histórico
A Igreja Presbiteriana de São Carlos foi organizada em 1875, em reunião que contou com a presença do pastor evangélico João Fernandes Dagama, missionário português que residia nos Estados Unidos e fora enviado ao Brasil em 1870. A reunião foi realizada na casa do Sr. José Castilho de Moraes, no Sítio Monjolinho. Data de 1893 a construção do primeiro prédio da igreja, na área situada na esquina das ruas São Sebastião e Dona Alexandrina, o mais antigo templo religioso da cidade.
É um edifício histórico construído em 1893, em estilo neogótico. Trata-se do prédio religioso mais antigo de São Carlos, São Paulo, Brasil.
Os primeiros cultos presbiterianos em São Carlos datam de 1893, no Sítio do Monjolinho. Em 1877, havia uma sala de cultos na área urbana, e em 1893, ocorreu a construção do atual edifício, cujo primeiro culto se deu em 1901. Em 1928, teve início a construção da torre e do pavilhão da igreja.
A edificação atual passou por duas grandes reformas nas décadas de 1920 e 1950. A torre que caracteriza a paisagem urbana da cidade foi erigida na segunda grande reforma.
Atualmente a Primeira Igreja Presbiteriana tem no município as seguintes coirmãs: Igreja Presbiteriana Filadélfia, Igreja Presbiteriana de Bela Vista, Igreja Presbiteriana de Vila Alpes e Igreja Presbiteriana Ebenezer.

## Bem de interesse histórico
Entre 2002 e 2003, a Fundação Pró-Memória de São Carlos (FPMSC), órgão da prefeitura, fez um primeiro levantamento (não-publicado) dos "imóveis de interesse histórico" (IDIH) da cidade de São Carlos, abrangendo cerca de 160 quarteirões, tendo sido analisados mais de 3 mil imóveis. Destes, 1.410 possuíam arquitetura original do final do século XIX. Entre estes, 150 conservavam suas características originais, 479 tinham alterações significativas, e 817 estavam bastante descaracterizados. O nome das categorias das edificações constantes na lista alterou-se ao longo dos anos. 
Em 2005, a Igreja Presbiteriana de São Carlos foi declarada pela Fundação Pró-Memória de São Carlos como "Imóvel de Interesse Histórico-Cultural".

A edificação de que trata este verbete consta como "Imóvel de interesse histórico bem preservado" (categoria 5) no inventário de bens patrimoniais do município de São Carlos, publicado em 2021 pela Fundação Pró-Memória de São Carlos (FPMSC), órgão público municipal responsável por "preservar e difundir o patrimônio histórico e cultural do Município de São Carlos". A referida designação de patrimônio foi publicada no Diário Oficial do Município de São Carlos nº 1722, de 09 de março de 2021, nas páginas 10 e 11. De modo que consta da poligonal histórica delimitada pela referida Fundação, que "compreende a malha urbana de São Carlos da década de 40". A poligonal é apresentada em mapa publicado em seu site, onde há a indicação de bens em processo de tombamento ou já tombados pelo Condephaat (órgão estadual), bens tombados na esfera municipal e imóveis protegidos pela municipalidade (FPMSC).
| “ | Categoria 5: são edificações de interesse histórico-cultural, que mantêm a maioria das características originais, sendo recomendada sua preservação, embora seja permitida a demolição e/ou reforma, mediante aprovação do projeto pela Prefeitura Municipal de São Carlos e pelo órgão municipal de defesa do patrimônio. | ” |
|   | |   |

## Pastorado
Pastores Titulares
- Rev.  João Fernandes Dagama (1875, 1884, 1889 e 1902)
- Rev. J. J. Zink (1878)
- Rev. Robert Lenington (1881)
- Rev. J. B. Howell (1885)
- Rev. Herculano Ernesto de Gouvea (1891, 1895 e 1929)
- Rev. Bento Ferraz (1892)
- Rev. João Vieira Bizarro (1893, 1903 e 1912)
- Rev. André Lino da Costa (1896)
- Rev. A. Guimarães (1898)
- Rev. Laudelino de Oliveira Lima (1899 e 1905)
- Rev. João Francisco da Cruz (1904)
- Rev. Baldomero Garcia (1906)
- Rev. Salomão Ferraz (1915)
- Rev. Octavio Jensen (1916)
- Rev. Renato Ribeiro dos Santos e Rev. José Carlos Nogueira (1925)
- Rev. Luiz Rodrigues Alves (1926 e 1930)
- Rev. Herculano de Gouvea (1929)
- Rev. Renato Ribeiro dos Santos e Rev. Agostinho Carvalhosa (1935)
- Rev. Gutemberg de Campos (1936)
- Rev. Raymundo Loria (1942)
- Rev. Benedito Alves da Silva (1949)
- Rev. Nelson Armando de Paula Bonilha (1956)
- Rev. Joaquim Alcântara dos Santos (1960)
- Rev. David Azevedo (1962)
- Rev. José Carlos Nogueira (1965)
- Rev. Naor Garcia (1966, Pastor Emérito[16])
- Rev. Marcos Roberto Inhauser (1980)
- Rev. Lucio Gomes Satler (1987)
- Rev. José Querino Tavares Neto (1990)
- Rev. Hudson Corrêa Lopes (1999)
- Rev. Roberto Silva Fonseca (2003)
- Rev. André Luciano Boechat Mello (2010)
- Rev. Cirilo José Gabriel Nunes (2017)
- Rev. William Roberto da Silva (2021)